# Ludolf von Mackensen
Ludolf von Mackensen (* 2. Juni 1938 in Potsdam; † 24. März 2023) war ein deutscher Technikhistoriker und Museumsdirektor. Er war Gründungsleiter des Astronomisch-physikalischen Kabinetts in Kassel.

## Leben
Von Mackensen studierte Maschinen- und Flugzeugbau an der TU München, wechselte jedoch zur Wissenschafts- und Technikgeschichte. 1968 promovierte er im Fach Wissenschafts- und Technikgeschichte mit einer Arbeit über die 4-Spezies-Rechenmaschine von Gottfried Wilhelm Leibniz. Anschließend war er bis 1975 am Forschungsinstitut des Deutschen Museums tätig, wo er unter anderem Ausstellungen plante und betreute. Er erhielt Lehraufträge von der TU München, der Universität Stuttgart und der Universität Kassel. Seit 1978 war von Mackensen Honorarprofessor für Wissenschaftsgeschichte an der Universität Kassel. Zugleich war er „zweiter Vertreter des Leitenden Direktors der Staatlichen Museen in Kassel“.
Im Jahr 1975 ging er zu den Staatlichen Museen Kassel, wo er 1992 Gründungsleiter des neu eröffneten „Museums für Astronomie und Technikgeschichte“ war, das in der Orangerie in Kassel untergebracht ist.

## Familie
Sein Bruder war Manfred von Mackensen.

## Ämter
- 1988 bis 1991 Vorsitzender der Deutschen Gesellschaft für Geschichte der Medizin, Naturwissenschaft und Technik
- ab 1992 Vorsitzender der Kasseler Goethe-Gesellschaft

## Veröffentlichungen (Auswahl)
- Die naturwissenschaftlich-technische Sammlung : Geschichte, Bedeutung und Ausstellung in der Kasseler Orangerie. Georg Wenderoth Verlag, Kassel 1991. ISBN 3-87013-025-3.
- Genauer als haargenau : 250 Jahre Präzisionsmessinstrumente von F. W. Breithaupt & Sohn in Kassel verfasst nach Archivalien, Biographien und Instrumenten im Firmenarchiv und der Museumslandschaft Hessen Kassel. Verlagshaus Thiele & Schwarz, Kassel 2012. ISBN 978-3-87816-123-3.